# 34 канал
34 канал — закритий дніпровський регіональний інформаційно-розважальний телеканал. В ефірі з’явився 25 жовтня 1993 року як «ТСД» («Телевізійна Служба Дніпропетровська») на 34 ТВК.

## Про телеканал
Творчий колектив каналу пропонував глядачеві найрейтинговіші фільми та телепередачі закордонного, вітчизняного та власного виробництва. Проєкти 34 каналу — лауреати престижних телевізійних фестивалів, які неодноразово перемагали на міжнародних телевізійних форумах різної спрямованості. Завдяки цьому 34 канал був найпопулярнішим каналом області, випереджаючи за рейтингом навіть деякі національні телеканали (за даними GFK Ukraine). Також канал мав найвищі рейтинги серед регіональних телеканалів.
Згодом власники каналу змінювалися і в останні роки мовлення 34 канал лише на невеликий відсоток акцій належав територіальній громаді. Але він частково зберіг свого глядача, хоч кількість власних передач значно зменшилася. Канал купував частину програм, тому переважно був зосереджений на інформаційному контенті. 
34 канал був першим телеканалом в Україні та другий у СНД, який повністю перейшов на безкасетне виробництво стандарту DVCPRO50. 
Раніше ретранслював телеканали «UBC», «Гумор ТБ», «O-TV» і «Music Box Ukraine». З 26 березня 2022 року 100% часу ретранслював телеканал «Україна 24» і вдень «Розпакуй TV». З 12 до 22 липня 2022 року ретранслював телемарафон «Єдині новини».
Більшість програм 34 каналу мають професійні нагороди, серед них найпрестижніша «Телетріумф», яка є своєрідним телевізійним «Оскаром» в Україні, а також «Україна єдина», «Геліос» та інші. На міжнародному телефестивалі «Віра. Надія. Любов» 34 канал був визнаний найкращою регіональною телекомпанією в номінації «Телекомпанія року», а директора «ДГСТ» Євгена Надіона визнано найкращим керівником регіональної телекомпанії з врученням Гран-прі.

## Історія
Дніпропетровська міська студія телебачення, перша у регіоні недержавна муніципальна телекомпанія, заснована у травні 1991 року. Ініціаторами створення та засновниками студії виступили обласний комітет з питань телебачення та радіомовлення, Дніпропетровська міська Рада народних депутатів, АТ «Дніпромаш». Спочатку, маючи в штаті 10 співробітників та працюючи на орендованому обладнанні, студія забезпечувала 2 години мовлення на тиждень.
У жовтні 1993 року створюється АТЗТ «Телевізійна служба Дніпропетровська», яке по суті стало технічним центром, який забезпечує роботу студії на новому 34-му телеканалі. Завдяки засновникам АТЗТ «ТСД» (Міськрада, АКБ «Укрсоцбанк», АТ «Дніпроважмаш», ДГСТ), студія купує кілька відеомонтажних та апаратно-студійний комплекс, що включає 2 знімальні майданчики та ефірну апаратну, оснащені професійним телевізійним обладнанням. 
Початок мовлення на 34 каналі 25 жовтня 1993 року був приурочений до 50-річчя визволення Дніпропетровська від німецько-фашистських загарбників. Це був перший місцевий канал в Україні. 
У листопаді 1993 р. відбулися прем'єри перших авторських програм «Курс», «Арсенал», «Медікус», «Тіп-топ».
У 1995 році обсяг мовлення на 34-му телеканалі, відповідно до Ліцензії Національної Ради з телебачення та радіомовлення, становить щодня 10 годин. 
У 1995 р. штат ДДСТ та АТЗТ «ТСД» становить понад 80 співробітників, середній вік яких — до 30 років. Творчий колектив готує до ефіру понад 20 авторських програм, найкращі з яких знайшли свого телеглядача не лише у Дніпропетровську, а й інших регіонах України, брали участь у національних та міжнародних телефестивалях, телевідеоринках. 
У 1998 році 34 канал розширює сітку до 18 години на день, збільшуючи також радіус покриття до 70 кілометрів, а вже через кілька років після цього, телеканал стає цілодобовим.
У жовтні 2008 року, згідно з вимірами, щодня передачі 34 канала дивилися понад 1,5 млн. осіб (згідно з дослідженнями компанії GFK).
У грудні 2010 року Антимонопольний комітет України видав дозвіл кіпрській компанії TRK Media Holding Limited на купівлю контрольного пакету акцій ПрАТ «Телевізійна служба Дніпропетровська» (34 канал). TRK Media Holding Limited входить у структуру холдингу Ріната Ахметова «Систем Кепітал Менеджмент» (SCM). Через деякий час разом з місцевими телеканалами «Донбас» та «Сігма» сформували «Регіональну Медіа Групу».
У 2011 році 34 канал виграв конкурс на отримання ліцензії на цифрове мовлення, таким чином офіційно ставши регіональним телеканалом.
З 14 грудня 2015 року почав мовити у широкоекранному форматі зображення 16:9.
21 грудня 2021 року телеканал почав мовити у стандарті високої чіткості (HD).
21 липня 2022 через Закон про деолігархізацію анульовано ліцензії на мовлення (МХ-5 область) та припинено мовлення наступного дня. Пізніше колишні працівники створили вебстудію новин та продакшену «Newsroom Dnipro».

## Логотипи
Телеканал змінив 10 логотипів. З 1993 по 2011 року та з 2015 по 2022 рік логотипи знаходилися у правому верхньому куті екрану, з 2011 по 2015 — у лівому верхньому.
| Логотип                                                        | Опис |
| -------------------------------------------------------------- | --- |
| До 1998 року включно логотипом був напис «TCD» білого кольору. | |
|                                                                | В 1999-2001 роках логотип в ефірі був як на зображенні, але тільки біла цифра «34» без написів «теле» і «канал». |
|                                                                | Логотипом у 2002 році був горизонтальний овал білого кольору. З лівої сторони овалу була цифра «34» синього кольору зі шрифтом, як у попереднього логотипу, а з правої був напис синім кольором «канал».                                                |
|                                                                | У 2003-2005 роках логотипом був світло-голубий горизонтальний овал, посеред якого був синій квадрат із заокругленими верхнім правим та нижнім лівим кутами. В квадраті була біла цифра «34».                                                            |
|                                                                | У 2005-2008 роках логотип був у вигляді великого синього круга з білою цифрою «34». Зправа вгорі в круг був вписаний маленький білий кружечок із світло-голубою окантовкою та синім написом «TV».                                                       |
|                                                                | У 2009-2010 роках логотип був таким же, як і попередній, але без кружечка вгорі. |
|                                                                | Логотип у 2011 році складався з двух частин: з лівої сторони логотипу був синій квадрат цифрами «34», а з правої — сірий прямокутник з білим написом «телеканал».                                                                                       |
|                                                                | Логотип у 2012 році був таким же, як і попередній, але напис став «Дніпропетровськ». |
|                                                                | У 2013-2015 роках логотипом був червоний прямокутник із напівкруглими боками та білою цифрою «34». Зліва від нього дві напівкруглі полоси того ж кольору.                                                                                               |
|                                                                | Останнім логотипом з 2015 по 2022 рік був стилізований трафаретний напис «34», у якого трішки обрізані сторони. В ефірі був білого кольору (логотип яскраво-червоного кольору використовувався у заставках і ЗМІ). Знаходився у правому верхньому куті. |

## Програмне наповнення
34 канал виробляв понад 20 авторських програм і проєктів.

### Програми прямого ефіру
- «Контакт»
- «Актуальне інтерв'ю»
- «Слово та справа»
- «Ранок на 34 каналі»
- «Джерельце»
- «Справа смаку»
- «Перевтілення»
- «Життєвий простір»
- «Медікус»[4]

### Інші програми та проєкти
- «Бліц-факт» — новини, щоденно 5 випусків.
- «Топ-7» — щотижнева інформаційно-аналітична програма.
- «Деталі»
- «Деталі. Війна»
- «Деталі. Підсумки»
- «Тіп-Топ» — бутики, вечірки, конкурси краси та інтерв'ю із зірками.
- «Наш сад» — програма для тих, хто займається облаштуванням заміського життя.
- «Особливості місцевої риболовлі» — програма про хобі мільйонів — риболовлю та про все, що з цим пов'язано.
- «Життєвий простір» — спеціалізована програма про будівництво, архітектуру та дизайн інтер'єру.
- «У дорозі. Щоденник» — Знімальна група вирушає в дорогу загадковими місцями. Будинки, вулиці та села, які обросли міфами та легендами. Туризм, містика та трохи романтики...
- «Поза грою» — аналітична спеціалізована програма про футбол, побудована у форматі ток-шоу.
- «Гарантія якості» — технологія виготовлення, маленькі “секрети фірми”, трохи історії та корисні поради від фахівців.
- «Здрастуйте, це я!» — телевізійне знайомство з дітьми, які з тієї чи іншої причини залишилися без батьків, і хотіли б знайти нову родину.
- «Люди» — проєкт про непересічні особистості Дніпропетровська та України.
- «Погляд» — це правдиве та гостре обговорення найактуальніших питань сьогодення.
- «Постскриптум» — журналісти «Постскриптуму» намагаються знайти взаємозв'язок явищ, подій, визначити місце людини в круговерті життя.
- «Злочин та покарання»
- «У мене тепер сім'я» — програма про життя прийомних сімей та дитячих будинків сімейного типу. Експерти з багаторічним досвідом розкажуть і покажуть, як жити здорово в нашому місті.
- «Автотема» — це відповіді на питання, які виникають у людини за кермом.
- «Знай наших!»
- «Мереживо на весілля» — програма в яких розповідається про все, без чого неможливо уявити весілля.
- «За законом честі»
- «З легкою парою!» — пізнавально-розважальна телепрограма про банні традиції для всієї родини.
- «У каміна» — про самодостатніх людей, які відбулися у професії та сформувалися як особи.
- «Чого хоче жінка»
- «Чудеса трапляються!» — програма, яка змусить глядача повірити в те, що диво є і воно поряд, достатньо лише повірити в нього.
- «Курс»
- «Арсенал»

## В соцмережах
YouTube

 Facebook

 Instagram